# Gran Houston
El área metropolitana de Houston o Gran Houston (en inglés Greater Houston), definida oficialmente como área estadística metropolitana de Houston–Sugar Land–Baytown MSA por la Oficina del Censo de los Estados Unidos; es un área estadística metropolitana centrada en la ciudad Houston, abarca parte sureste del estado de Texas, cerca del golfo de México, en Estados Unidos.
Con una población de 7.155.058 habitantes según el censo de 2013, es la sexta área metropolitana más poblada de los Estados Unidos y uno de los mayores centros económicos y culturales del centro este del país.

## Composición

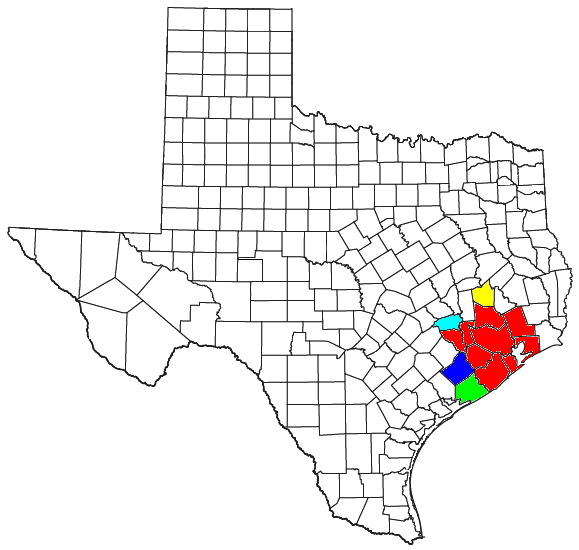
Mapa del estado de Texas con el área estadística metropolitana Combinada de Houston–Baytown–Huntsville CSA y sus componentes:
Área estadística metropolitana de Houston–Sugar Land–Baytown MSA
Área estadística micropolitana de Huntsville µSA
Área estadística micropolitana de Bay City µSA

### Condados
Los 10 condados del área metropolitana y su población según los resultados del censo 2013:
- Harris – 4.516.887
- Fort Bend – 670.768
- Montgomery – 604.493
- Brazoria – 440.594
- Galveston – 335.596
- Liberty – 115.500
- Waller – 78.896
- Chambers – 50.000
- Austin – 34.697
- San Jacinto – 56.695
- Total área estadística metropolitana – 6.904.126

### Área estadística metropolitana combinada
El área estadística metropolitana combinada de Houston–Baytown–Huntsville CSA está formada por el área metropolitana de Houston junto con:
- El área estadística metropolitana de Houston–Sugar Land–Baytown µSA, situada en el condado de Matagorda – 70.800 habitantes (2013)
- El área estadística micropolitana de Huntsville µSA, situada en el condado de Walker – 101.900 habitantes (2013);

totalizando 7.218.000 habitantes (2013) en un área de 32.310 km².

## Principales ciudades del área metropolitana
Hay cinco ciudades identificadas como principales por la Oficina Censal de los Estados Unidos:
- Houston – 2.304.580 habitantes (2020)
- Sugar Land – 115.594 habitantes (2013)
- Baytown – 106.695 habitantes (2013)
- Galveston – 104.900 habitantes (2013)
- Conroe – 100.881 habitantes (2013)